# Гусев, Матвей Степанович
Матвей Степанович Гусев (1897, Прозорово, Тверская губерния — 13 августа 1980, Прозорово, Калининская область) — председатель колхоза «Парижская Коммуна» Бежецкого района Калининской области, Герой Социалистического Труда (1948).

## Биография
Родился в 1897 году в деревне Прозорово Новской волости Бежецкого уезда Тверской губернии.
В конце 1920-х возглавил сельскохозяйственную коммуну «Парижская Коммуна». В начале 1930-х коммуна была преобразована в колхоз, в котором Матвей Степанович стал председателем.
В 1936 году М. С. Гусев был награжден орденом Трудового Красного Знамени за заслуги в развитии льноводства. Льноводческое звено А. Я. Скрипачёвой, созданное в «Парижской Коммуне», за счет использования передовых методов земледелия смогло достичь рекордных урожаев льна.
В 1937—1938 годах колхоз сдавал государству по 4,5 центнера волокна льна с гектара со всей площади посева (17,5 га). Чтобы оценить уровень этого достижения колхоза «Парижская Коммуна», достаточно отметить, что к 1950 году средняя урожайность волокна льна в СССР составляла 1,3 центнера с гектара, а к 1980 году колебалась в пределах 1,7 — 4,0 центнера.
В июле 1941 года  мобилизован в Красную Армию, где вплоть до окончания Великой Отечественной войны служил в батарее 120-мм миномётов 1014-го стрелкового полка 288-я стрелковой дивизии 23-й армии в составе 3-го Прибалтийского и Ленинградского фронтов. За боевые заслуги награжден орденом Красной Звезды и медалью «За отвагу».
После окончания войны Матвей Степанович вернулся в родную деревню и возглавил колхоз.
В 1947 году колхоз вновь добился рекордных показателей, получив с гектара урожай 10,24 центнера волокна льна и 5,05 центнера семян.
Указом Президиума Верховного Совета СССР от 10 апреля 1948 года за получение высоких урожаев ржи, волокна и семян льна-долгунца в 1947 году Гусеву Матвею Степановичу присвоено звание Героя Социалистического Труда с вручением ордена Ленина и золотой медали «Серп и Молот».
Этим же Указом звание Героя Социалистического Труда было присвоено ещё троим труженикам колхоза «Парижская Коммуна», в том числе Ивану Гусеву — младшему брату Матвея Степановича, и его дочери Скрипачёвой Марии.
Избирался депутатом Верховного Совета РСФСР 3-го созыва (1951—1955 годы).
Матвей Степанович до глубокой старости работал в родном колхозе.
Умер в 13 августа 1980 года в Прозорово.